# Andreas Schwaller
Andreas Schwaller, född den 8 juli 1970 i Recherswil, Schweiz, är en schweizisk curlingspelare.
Han tog OS-brons i herrarnas curlingturnering i samband med de olympiska curlingtävlingarna 2002 i Salt Lake City.